# Kneipenterroristen (Album)
Kneipenterroristen ist das vierte Studioalbum der deutschen Rockband Böhse Onkelz. Es erschien am 10. Oktober 1988 beim Label Metal Enterprises. Das Album verkaufte sich im Herbst 1988 etwa 20.000 Mal. Der Tonträger wurde im Jahr 2018 neu eingespielt und wiederveröffentlicht.

## Entstehungsgeschichte
Bei diesem Album traten Konflikte mit Plattenfirmenboss Ingo Nowotny zu Tage, der die Böhsen Onkelz weiter als Skinhead-Band vermarkten wollte und begann, sein Label Metal Enterprises zum Rechtsrock-Label im Stile von Rock-O-Rama umzubauen. Die Aufnahmen fanden im Tarnith Studio in Lindheim statt und es kam immer wieder zu Streitigkeiten mit Nowotny, der auch als Produzent des Albums fungierte.
Nach dem Album begann die Band, sich nach einem neuen Musiklabel umzusehen. Es ist eines der Alben, deren Verwertungsrechte die Onkelz nach einem jahrelangen Rechtsstreit wiedererlangen konnten. Zuvor lagen die alleinigen Verwertungsrechte durch den Plattenvertrag beim Produzenten Nowotny.

## Musikstil
Das Album grenzt sich, aufgrund der musikalischen Weiterentwicklung der Band, von seinen Vorgängern ab. Verschiedene Lieder, in denen z. B. Bezug auf Horrorfilme genommen wird, sind recht düster gehalten. Mit dem Stück „So sind wir“ gibt es allerdings auch wieder einen typischen Onkelz-Titel. Auch das Lied „Ein guter Freund“, eine Coverversion des gleichnamigen Liedes aus dem Film Die Drei von der Tankstelle von 1930, ist im typischen Onkelz-Stil gehalten.

## Covergestaltung
Auf dem Cover befindet sich ein Comic-Motiv aus der Watchmen-Comicreihe, das Rorschach, der durch eine geöffnete Tür tritt, zeigt. Rechts über dem Motiv befindet sich der Schriftzug Böhse Onkelz und am linken Rand steht, von unten nach oben geschrieben, Kneipenterroristen. Der Hintergrund ist gelb gehalten.
Dasselbe Comic-Motiv von Watchmen verwendet auch das Cover des Albums Made in Eile der deutschen Punk-Band Nichts von 1981.

## Titelliste
| #  | Titel                       | Länge |
| -- | --------------------------- | ----- |
| 1  | Kneipenterroristen          | 3:46  |
| 2  | Religion                    | 3:44  |
| 3  | Lack und Leder              | 4:13  |
| 4  | So sind wir                 | 3:45  |
| 5  | Tanz der Teufel             | 4:11  |
| 6  | 28                          | 4:27  |
| 7  | Guten Tag                   | 4:31  |
| 8  | Nie Wieder                  | 4:16  |
| 9  | Freddy Krüger               | 4:09  |
| 10 | Ein guter Freund (CD-Bonus) | 2:43  |

## Informationen zu einzelnen Liedern
Kneipenterroristen
Der Song handelt von einer Zeit, in der die Böhsen Onkelz häufig in Schlägereien verwickelt waren. Sie betiteln sich hier ironisch als „Kneipenterroristen“. Der Song gab dem gesamten Album seinen Namen.
So sind wir
„Böse Menschen, böse Lieder, Böhse Onkelz immer wieder“ ist eine Textzeile aus dem Lied Keiner wusste wie's geschah vom Album Böse Menschen – Böse Lieder.
Tanz der Teufel
Der Name des Titels basiert auf dem gleichnamigen Film, der Songtext hat jedoch damit wenig zu tun. Das Lied handelt von Paranoia.
28
Das Instrumental-Stück wurde von Stephan Weidner und Matthias Röhr komponiert und ist Kevin Russells alter Wohnung in der Weberstraße 28 in Frankfurt am Main gewidmet, in der die Band zusammen mit Freunden feierte und Kevin Russell auch Drogenmissbrauch betrieb. Das Lied sollte die in der Wohnung erlebte Stimmung widerspiegeln. Stephan Weidner und der verstorbene Freund der Band Andreas „Trimmi“ Trimborn ließen sich die Nummer auf die Innenseite ihrer Unterlippen tätowieren. Kritiker hingegen wenden ein, dass sich der Titel (auch) auf das 1987 gegründete Musiknetzwerk Blood and Honour beziehen könnte (Szenecode "28" = Zahlenwert der Buchstaben B und H).
Freddy Krüger
Das Lied handelt von Freddy Krueger, der Hauptfigur der Horrorfilmreihe Nightmare on Elm Street. Im November 1988 wurde für die Fernsehsendung Hard 'n Heavy des Senders Tele 5 ein Video produziert, in dem die Band das Lied live auf dem Dach eines Münchener Hochhauses spielte.
Ein guter Freund
Ein guter Freund ist eine Coverversion eines Liedes aus dem Film Die Drei von der Tankstelle. Der Text stammt von Robert Gilbert, die Musik von Werner Richard Heymann. Das Lied ist ein Bonustrack für die CD-Version des Albums.

## Rezeption
| Professionelle Bewertungen | Professionelle Bewertungen |
| -------------------------- | -------------------------- |
| Kritiken                   |                            |
| Quelle                     | Bewertung                  |
| Metal Hammer               | [ 5 ]                      |

Edgar Klüsener vom Musikmagazin Metal Hammer bewertete das Album in seiner Rezension vom 1. Dezember 1988 mit zwei von sieben möglichen Punkten. Er schrieb über das Album:

„Die gute Kritik vorweg: 'Religion' ist ein starker Text, auch wenn da eine kleine Unterscheidung zwischen dem Religionsstifter und denen, die seine Lehre ins blanke Gegenteil verkehrt haben, zu machen wäre. Die schlechte Kritik: Ansonsten triefen die Böhsen Onkelz nur so vor Blut und Gewalt, spielen (oder sind???) die tumben Kneipenterroristen mit Totschlägern in der Hand und Luft im Gehirn. Frankfurter Straßenkids, wie sie so schlecht tatsächlich sein mögen, wie ich sie jedoch auf keinen Fall für voll nehmen kann. Jesse James ist schon lange tot, und die Dalton Brothers sind selbst als Witzfiguren nichts als trübselige Verlierer. Was also ist mit den Böhsen Onkelz, die hier Rollen schauspielern, in die sie eigentlich ziemlich schlecht zu passen scheinen? Zumal sie intelligenter sind, als sie sich geben. Okay, den Nazitrip haben sie hinter sich gebracht, die bösen Jungs von nebenan spielen sie allerdings immer noch. Oder sollte das ganze etwas nur 'ironisch' gemeint sein, habe ich hier etwa einen guten Witz nicht verstanden??????? Wie auch immer, lassen wir die Texte mal da, wo sie hingehören, auf dem Müll nämlich. Dann bleibt allerdings nicht mehr viel übrig. Denn musikalisch ist das Angebot weder Fisch noch Fleisch, ziemlich uninspieriert, aber trotzdem, mit Wohlwollen noch mehr als ne Zwei wert. Mehr gibt's trotzdem nicht. Eben wegen der Texte.“

## Neuveröffentlichung
Das Album wurde zum 30-jährigen Jubiläum neu eingespielt und am 10. Oktober 2018 wiederveröffentlicht. Neben den zehn regulären Liedern beinhaltet die Neuveröffentlichung auch die Songs Könige für einen Tag und Lügenmarsch, die zuvor auf der EP Lügenmarsch von 1989 enthalten waren.

### Chartplatzierungen
Nach der Neuveröffentlichung 2018 stieg Kneipenterroristen auf Platz 3 in die deutschen Albumcharts ein und konnte sich acht Wochen in den Top 100 halten. In den deutschen Jahrescharts 2018 belegte das Album Rang 96.

### Rezensionen
| Professionelle Bewertungen | Professionelle Bewertungen |
| -------------------------- | -------------------------- |
| Kritiken                   |                            |
| Quelle                     | Bewertung                  |
| laut.de                    | [ 9 ]                      |

Manuel Berger von laut.de bewertete die Neuveröffentlichung mit nur einem von möglichen fünf Punkten. Das Album gehe „aus dem direkten Vergleich“ mit dem Original von 1988 „zwar als das qualitativ bessere Produkt hervor, jedoch mit so schwachen Argumenten, dass es nie am Status des Zeitdokuments kratzt“ und keinen wirklichen Mehrwert biete. Die Band spiele „einfach den alten Stiefel runter“ und bewege sich bei manchen Songs „auf Niveau einer frisch gegründeten Schlagerpunkband“, wobei sie „auf allzu offensichtliche spielerische Qualitätssteigerung“ verzichte. laut.de betitelte die Neuveröffentlichung als eines der 30 schlimmsten Alben des Jahres 2018.